# You Suffer
Singles de Napalm Death
Mentally Murdered
(1989)
You Suffer est une chanson du groupe anglais de grindcore Napalm Death.

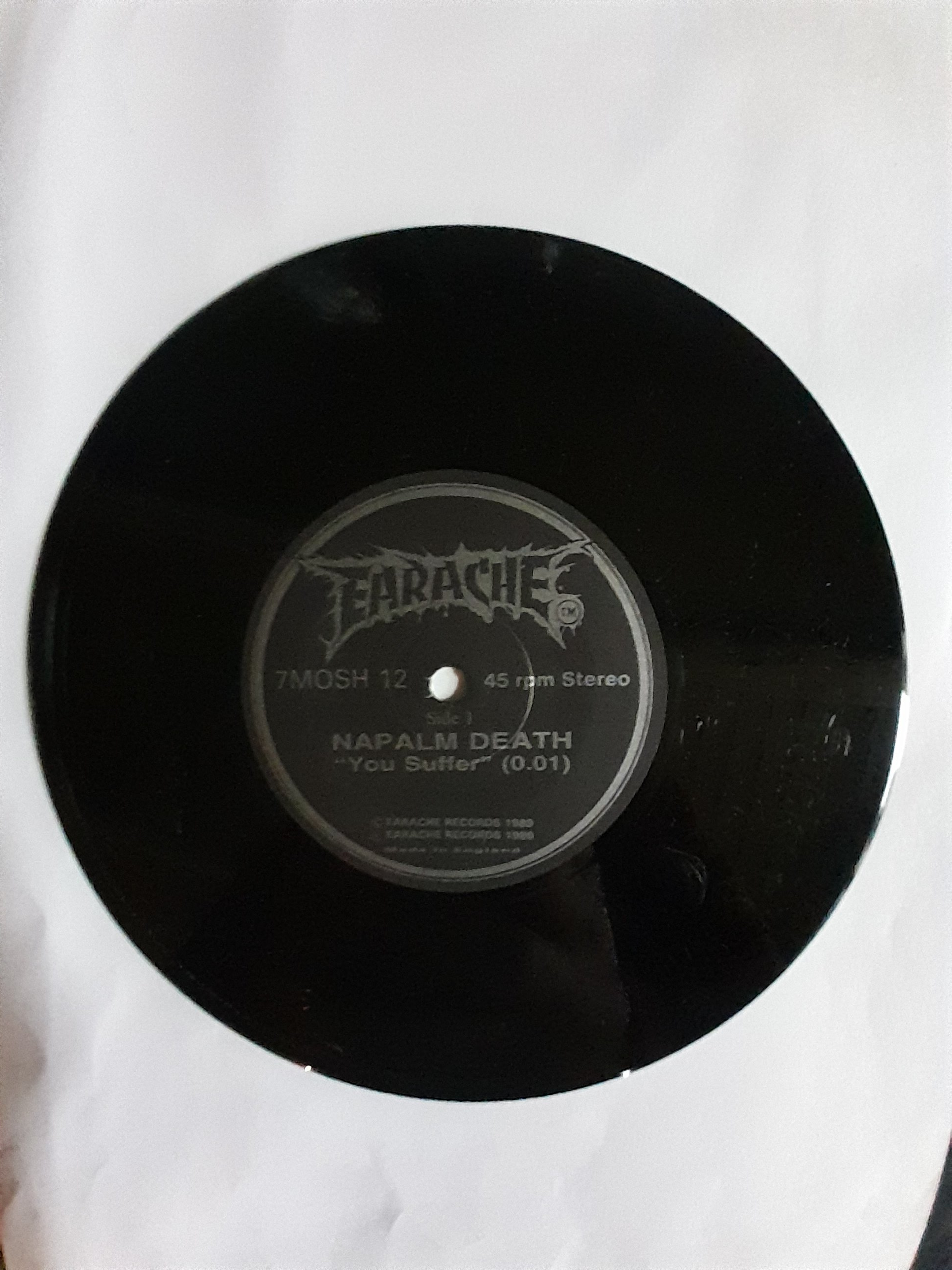

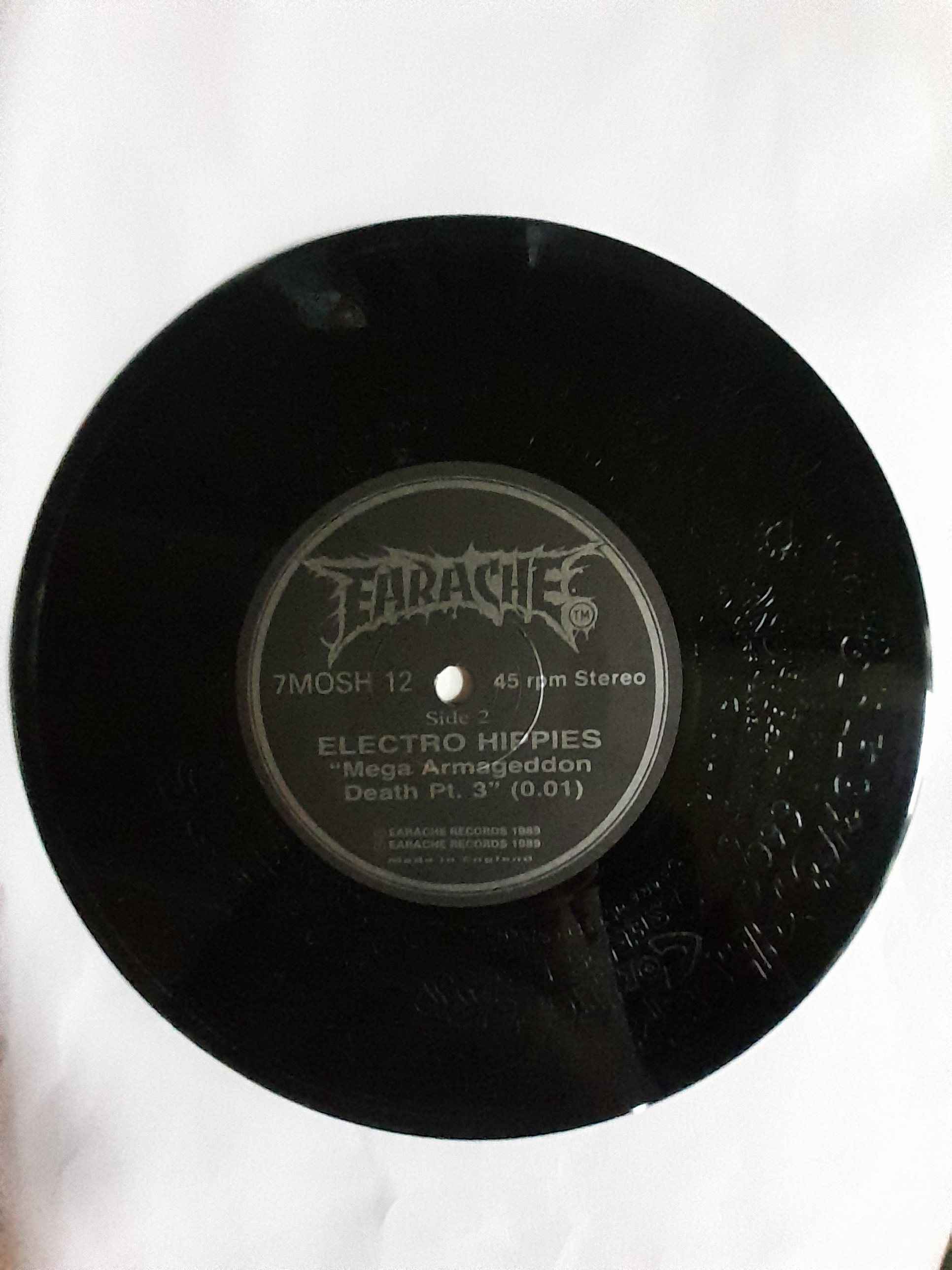

Cette chanson a obtenu le record (dans le livre Guinness des Records) de la chanson la plus courte de tous les temps : 1,316 seconde exactement. Le texte de cette chanson, bien que totalement incompréhensible à l'audition, est « You suffer - but why? » (« Tu souffres, mais pourquoi ? »).
Cette chanson a été enregistrée en 1986 dans le premier album du groupe, Scum, publié en 1987. Napalm Death joue toujours ce titre durant leurs concerts.

## Sortie du single
En 1989, la chanson a été intégrée sur une face d'un single en 7" donné gratuitement avec des exemplaires d'une compilation intitulée Grindcrusher. La chanson se trouvant sur l'autre face, Mega-Armageddon Death Part 3 des Electro Hippies, dure également et approximativement une seconde, faisant du disque le plus court single jamais sorti. Chaque côté possède une rainure sur le bord extérieur du disque contenant la musique (avec le reste de la surface contenant l'écriture et des cartoons gravés) .